# Webmapping
Webmapping – rodzaj prezentacji map w internecie, tworzony z naciskiem na wizualizację. 
Wykorzystuje on informacje przestrzenne zawarte w globalnych bazach danych, kartografię terenu i istniejące mapy, aby połączyć je w pełni funkcjonalną interaktywną zwykle skalowalną mapę internetową. Narzędziami do tworzenia takiej mapy są najnowsze technologie internetowe, grafika wektorowa, a wszystko to tworzone jest na podstawie wykreowanych standardów.